# بيرسيفال بازيلي
بيرسيفال بازيلي (بالإنجليزية: Percival Bazeley)‏ هو طبيب عسكري أسترالي، ولد في 2 مارس 1909، وتوفي في 1991.